# Vladímir Nóvikov (waterpolista)
Vladímir Nóvikov   (Moscou, 25 de juny de 1937 - Moscou, 25 de gener de 1980) fou un waterpolista rus que va competir sota bandera soviètica durant les dècades de 1950 i 1960.
El 1960 va prendre part en els Jocs Olímpics d'Estiu de Roma, on guanyà la medalla de plata en la competició del waterpolo. En el seu palmarès també destaquen dues medalles al Campionat d'Europa de waterpolo, de bronze el 1958 i de plata el 1962.
A nivell de clubs jugà al Dinamo Moscou, amb qui guanyà les lligues soviètiques de 1957, 1958, 1960 a 1962, 1968 i 1969.